# Galaxy Express 999 (Aqua Park)
Galaxy Express 999 (japanisch: ギャラクシーエクスプレス999) in Aqua Park (Minato, Tokio, Japan) war eine Stahlachterbahn vom Typ Dunkelachterbahn des Herstellers Intamin, die 2005 eröffnet wurde. Sie wurde am 31. Oktober 2014 geschlossen.
Die Züge wurden per Reibräder-Abschuss auf die Höchstgeschwindigkeit von 55 km/h beschleunigt. Die Reibräder selbst wurden dabei durch Hydraulikmotoren angetrieben. Die Strecke verfügte außerdem über einen Looping.

## Züge
Galaxy Express 999 besaß zwei Züge mit jeweils 15 Wagen. In jedem Wagen konnten zwei Personen (eine Reihe) Platz nehmen.